# Mike Tramp
Mike Tramp (født Michael Trempenau, 14. januar 1961) er en dansk sanger og sangskriver.

## Biografi
Michael Trempenau blev født i Danmark og voksede op på Vesterbro med sin enlige mor og to brødre, Dennis og Kim. Mike startede sin musikalske karriere, da han sang i en ungdomsgruppe i København, som hed Vesterbro Ungdomsgård. De udgav deres første album: Vi lever på Vesterbro i 1974.
Senere var han forsanger i popbandet Mabel, der indspillede 4 albums og var populære i Danmark og Spanien, hvor Mike fik en "teen idol" status. I 1978 vandt Mabel det danske Melodi Grand Prix med sangen Boom Boom og repræsenterede Danmark i Europæisk Melodi Grand Prix samme år, hvor de opnåede en 16. plads ud af 20 deltagende lande. Mabel flyttede til New York City i slutningen af 1970'erne, men blev kort efter opløst. Efter det mødte Tramp Vito Bratta og startede White Lion.
Efter White Lion i 1992 blev opløst startede Mike rockbandet Freak of Nature, som udgav tre albums. I 2005 organiserede Mike en gruppe med musikere og kaldte dem Tramp's White Lion, som kun spillede White Lion-sange. TWL turnerede i 2005 og udgav en dobbelt live-CD med titlen Tramp's White Lion: Rockin' In The USA. I 2006 turnerede Tramps White Lion i Europa i november og december med det britiske band Crimes of Passion, men turneen blev aflyst efter Belgiens-koncert på grund af sygdom. White Lion turnerede i USA og på to europæiske festivaler i Europa i sommeren 2007. De indspillede et helt nyt studiealbum med titlen "Return of the Pride" og det blev udgivet den 14 marts 2008.
Senest deltog Mike i AllStars på TV 2, hvor han som leder af et af korene konkurrerede om hovedpræmien på 250.000 kr til et velgørende formål. Koret Tramp AllStars, samlede han i Stenløse, fordi Mabel boede i Stenløse i slutningen af 70'erne, men Mike Tramp kommer dog oprindeligt fra Vesterbro. I AllStars nåede Tramp AllStars helt til finalen, men måtte se sig slået af Bamse.
Han er gift med den indonesiske skuespillerinde Ayu Azhari, som han har to børn med. Han har også et barn, Dylan, fra et tidligere forhold med Fleur Thiemeyer.

## Diskografi

### Med White Lion
- Fight to Survive (1984)
- Pride (1987)
- Big Game (1989)
- Mane Attraction (1991)
- The Best of White Lion (1992)
- Remembering White Lion (New versions) (1999)
- Anthology 83-89 (Demos) (2004)
- Rocking The USA (live double album) (2005)
- Return of the Pride (2008)

### Med Freak of Nature
- Freak of Nature (1993)
- Gathering of Freaks (1994)
- Outcasts (1998)

### Solo
- Capricorn (1998)
- Recovering the Wasted Years (2002)
- More to Life than This (2003)
- Rock 'n' Roll Alive (live double album) (2003)
- Songs I Left Behind (2004)
- Cobblestone Street (2013)
- Museum (2014)
- Nomad (2015)
- Maybe Tomorrow (2017)
- Stray From The Flock (2019)
- Second Time Around (2020)
- Trampthology (best of) (2020)
- Everything Is Allright (single, Dansk MelodiGrandPrix 2021)
- Everything is alright (album,2021)
- You Only Get To Do It Once (single, 2022)
- Min By (single, 4th of february 2022)
- For første gang (album,2024)
- Songs of White Lion vol.1 (album,2023)
- Mand af en tid (album,2024)

### Med Mike Tramp & The Rock 'N' Roll Circuz
- Mike Tramp & The Rock 'N' Roll Circuz (2009)
- Stand Your Ground (2011)